# Bürgerkarte (Südtirol)
Unter dem Begriff Bürgerkarte versteht man in Italien eine Chipkarte, die es dem Bürger ermöglicht, sich bei den Onlinediensten der öffentlichen Verwaltung mittels einer sicheren zertifizierten digitalen Identität einzuloggen.  

## Funktion
Die Bürgerkarte ist Teil des nationalen Systems der Nationalen Dienstekarte (italienisch Carta Nazionale dei Servizi, CNS) und ermöglicht italienweit die Benutzung von Onlinediensten. Die Bürgerkarte hat in Italien auch die Funktion der Gesundheitskarte, im EU-Ausland die der europäischen Krankenversicherungskarte. Außerdem dient sie als Steuernummernkarte. Sie wird deshalb vom italienischen Finanzministerium ausgestellt.
Die Bürgerkarte hat neben dem Zugang zu Gesundheitsleistungen und der Kommunikation mit der Steuerverwaltung diverse weitere Funktionen und ermöglicht auch die Entrichtung kommunaler Gebühren, die Beantragung öffentlicher Sozialleistungen und Genehmigungen, die Arbeitslosmeldung oder die Einsicht in öffentliche Register.

## Aktivierung
Um sich bei den Onlinediensten der öffentlichen Verwaltung mittels Bürgerkarte anzumelden, muss man die Karte aktivieren, um die dazugehörige PIN zu bekommen. Dazu begibt man sich beispielsweise in Südtirol zu den Schaltern der Gemeinden, minderjährige Kinder müssen in Begleitung der Eltern erscheinen. Der Bürger erhält dann PIN und PUK der Bürgerkarte per E-Mail und SMS zugeschickt sowie das zugehörige Lesegerät.

## Benutzung
Um sich bei den Onlinediensten anzumelden, muss man zuerst auf dem eigenen Computer die dazu nötige Software herunterladen. Dann verbindet man das Lesegerät mit dem Computer und steckt die Bürgerkarte ein. Sobald vom Onlinedienst gefragt, tippt man die PIN der Bürgerkarte ein. 